# Petar Ćiritović
Petar Ćiritović (* 3. August 1978 in Zagreb) ist ein kroatischer Schauspieler und Ökonom.

## Leben und Karriere
Petar Ćiritović wuchs im Zagreber Vorort Dubrava auf. Bekannt wurde er durch diverse Rollen in Fernsehserien. Seine erste bekanntere Rolle erhielt er als Luka Dragan in der Telenovela Obični ljudi. 2007 war er in der Kriminalserie Urota zu sehen. Einem weiten Publikum wurde Ćiritović als intriganter Petar Vidić in der Telenovela Ne daj se, Nina bekannt. Des Weiteren hatte er Rollen in den Telenovelas Zakon ljubavi, Dolina sunca und Zora dubrovačka.

### Privates
Ćiritović ist seit Oktober 2012 mit Lucija Palić verheiratet. Das Paar hat ein Kind.

## Filmografie

### Fernsehrollen
- 2006–2007: Obični ljudi
- 2007: Urota
- 2007–2008: Ne daj se, Nina
- 2008: Dobre namjere
- 2008: Zauvijek susjedi
- 2008: Zakon ljubavi
- 2009–2010: Dolina sunca
- 2011: Pod sretnom zvijezdom
- 2013: Ruža vjetrova
- 2013–2014: Zora dubrovačka

### Filmrollen
- 2009: Čovjek ispod stola
- 2011: Lea i Darija